# Atlantska trgovina robljem
Atlantska trgovina robljem ili transatlantska trgovina robljem je obuhvatala transport od strane trgovaca robljem porobljenih afričkih ljudi u Ameriku. Evropski brodovi robova redovno su koristili trouglasti trgovački put i njegov srednji prolaz. Evropljani su uspostavili obalsku trgovinu robljem u 15. veku, a trgovina u Ameriku je počela u 16. veku, koja je trajala do 19. veka. Ogromna većina onih koji su transportovani u transatlantskoj trgovini robljem bila je iz Centralne Afrike i Zapadne Afrike i prodali su ih zapadnoafrički trgovci robljem evropskim trgovcima robljem, dok su druge direktno zarobili trgovci robljem u obalskim prepadima. Evropski trgovci robljem okupljali su i zatvarali porobljene u tvrđave na afričkoj obali, a zatim ih dovodili u Ameriku. Neki Portugalci i Evropljani učestvovali su u robovskim napadima. Kako objašnjava Nacionalni muzej Liverpula: „Evropski trgovci su uhvatili neke Afrikance u prepadima duž obale, ali su većinu njih kupili od lokalnih afričkih ili afričko-evropskih dilera.“ Mnogi evropski trgovci robljem uglavnom nisu učestvovali u racijama roblja, jer je očekivano životno trajanje za Evropljane u podsaharskoj Africi bilo je manje od jedne godine tokom perioda trgovine robljem zbog malarije koja je bila endemska na afričkom kontinentu. Članak sa PBS-a objašnjava: „Malarija, dizenterija, žuta groznica i druge bolesti dovele su nekoliko Evropljana koji su živeli i trgovali duž obale zapadne Afrike do hroničnog lošeg zdravlja i zaradili Africi naziv „grob belog čoveka“. U ovom okruženju, evropski trgovci su retko bili u poziciji da odlučuju. Najranija poznata upotreba ove fraze počela je tokom 1830-ih, a najraniji pisani dokaz pronađen je u knjizi F. H. Rankina objavljenoj 1836. godine. Portugalski primorski napadači su otkrili da je pljačkanje robova preskupo i često neefikasno, i odlučili su se za uspostavljanje komercijalnih odnosa.
Kolonijalne privrede Južnog Atlantika i Kariba bile su posebno zavisne od robovskog rada za proizvodnju šećerne trske i drugih roba. Ovo je bilo presudno za one zapadnoevropske države koje su se međusobno nadmetale u stvaranju prekomorskih imperija. Portugalci su u 16. veku bili prvi koji su transportovali robove preko Atlantika. Godine 1526, završili su prvo prekookeansko putovanje robova u Brazil, a ubrzo su usledili i drugi Evropljani. Brodovlasnici su robove smatrali teretom koji je trebalo što brže i jeftinije transportovati u Ameriku, da bi se tamo prodavali za rad na plantažama kafe, duvana, kakaa, šećera i pamuka, rudnicima zlata i srebra, pirinčanim poljima, građevinskoj industriji, seči drva za brodove, kao kvalifikovana radna snaga i kao kućna posluga. Prvi porobljeni Afrikanci poslani u engleske kolonije klasifikovani su kao plaćene sluge, sa pravnim statusom sličnim onom kod radnika na osnovu ugovora koji dolaze iz Britanije i Irske. Međutim, do sredine 17. veka, ropstvo je očvrslo kao rasna kasta, pri čemu su afrički robovi i njihovi budući potomci bili legalno vlasništvo njihovih vlasnika, pošto su deca rođena od majki robinja takođe bila robovi (partus sequitur ventrem). Kao svojina, ljudi su smatrani robom ili jedinicama rada i prodavani su na pijacama sa drugim dobrima i uslugama.
Najveće atlantske zemlje koje se bavile trgovinom robljem, po obimu trgovine, bile su Portugalija, Britanija, Španija, Francuska, Holandija, Sjedinjene Države i Danska. Nekoliko njih je uspostavilo ispostave na afričkoj obali, gde su kupovali robove od lokalnih afričkih vođa. Ovim robovima je upravljao agent, koji je uspostavljen na obali ili blizu nje da bi se ubrzala otprema robova u Novi svet. Robovi su bili zatvoreni dok su čekali isporuku. Trenutne procene su da je oko 12 miliona do 12,8 miliona Afrikanaca prevezeno preko Atlantika u periodu od 400 godina. Broj koji su trgovci kupili bio je znatno veći, jer je prolaz imao visoku stopu smrtnosti, sa između 1,2 i 2,4 miliona umrlih tokom putovanja, a milioni više u kampovima za prilagođavanje na Karibima nakon dolaska u Novi svet. Milioni ljudi su takođe umrli kao posledica racija robova, ratova i tokom transporta do obale radi prodaje evropskim trgovcima robljem. Blizu početka 19. veka, razne vlade su delovale da zabrane trgovinu, iako se ilegalni šverc i dalje dešavao. Uopšteno se smatralo da je transatlantska trgovina robljem okončana 1867. godine, ali su kasnije pronađeni dokazi o putovanjima do 1873. godine. Početkom 21. veka, nekoliko vlada se izvinilo za transatlantsku trgovinu robljem.

## Pozadina

### Atlantska putovanja
Atlantska trgovina robovima razvila se nakon uspostavljanja trgovinskih kontakata između Starog sveta (Afro-Euroazija) i Novog sveta (Amerika). Vekovima su plimne struje činile putovanje okeanima posebno teškim i rizičnim za brodove koji su tada bili dostupni, te je stoga bilo vrlo malo, ako je uopšte i postojao, pomorski kontakt među narodima koji su živeli na ovim kontinentima. Međutim, u 15. veku, novi evropski razvoj tehnologije pomorstva doveo je do toga da su brodovi bili bolje opremljeni da se nose sa plimnim strujama i mogli su da otpočnu prelazi preko Atlanskog okeana. Između 1600 i 1800, oko 300 000 mornara angažovanih u trgovini robovima delovalo je duž zapadnu Afriku. Čineći to, stupili su u kontakt sa društvima koja su živela duž zapadne afričke obale i onima u Amerikama, među kojima nikada ranije nije bilo interakcija. Istoričar Pjer Šonu nazvao je posledice evropske plovidbe „deizolacionim”, u smislu da su označile kraj izolacije za neka društva i porast međudruštvenih kontakata za većinu drugih.
Istoričar Džon Tornton je napomenuo, da su se brojni tehnički i geografski faktori izkombinovali da bi postalo najviše verovatno da Evropljani budu ljudi koji su istraživali Atlantik i razvili trgovinu na njemu. On je utvrdio da su pokretačke aspiracije bile želja za pronalaženjem novih i profitabilnih komercijalnih mogućnosti izvan Evrope, kao i želja za stvaranjem alternativne trgovačke mreže onoj koju je kontrolisalo muslimansko Otomansko carstvo sa Bliskog Istoka, koje je smatrano komercijalnom, političkom i religijskom pretnjom evropskom hrišćanstvu. Konkretno, evropski trgovci su želeli da trguju za zlato, koje se moglo naći u zapadnoj Africi, a takođe i da pronađu pomorski put do Indije, gde bi mogli da trguju luksuznom robom, poput začina, bez obaveze da dobavljaju tu robu od bliskoistočinih muslimanskih trgovaca.
Iako su mnoga početna atlantska pomorska istraživanja vodili Iberijci, u njima su učestvovali pripadnici mnogih evropskih nacionalnosti, uključujući mornare iz Portugalije, Španije, Italijanskih kraljevstava, Engleske, Francuske i Holandije. Ta raznolikost navela je Torntona da opiše inicijalno „istraživanje Atlantika” kao „istinski međunarodni poduhvat, iako su mnoga dramatična otkrića ostvarena pod pokroviteljstvom Iberijskih monarha”. Kasnije je to liderstvo podstaklo nastanak mita prema kome su „jedino Iberijci predvodili istraživanja”.
Evropska prekomorska ekspanzija dovela je do kontakta između Starog i Novog sveta, što je dovelo do Kolumbijske razmene, nazvane po italijanskom istraživaču Kristiforu Kolumbu. Ona je započela globalnu trgovinu srebrom od 16. do 18. veka i dovela do direktnog uključivanja Evrope u kinesku trgovinu porcelanom. To je uključivalo transfer dobara jedinstvenih za jednu hemisferu u drugu. Evropljani su donosili goveda, konje i ovce u Novi svet, a iz Novog sveta Evropljani su dobijali duvan, krompir, paradajz i kukuruz. Drugi artikli i roba koji su postali važni u globalnoj trgovini bili su usevi duvana, šećerne trske i pamuka u Americi, zajedno sa zlatom i srebrom koji su doneti sa američkog kontinenta ne samo u Evropu već i drugde u Starom svetu.

### Evropsko ropstvo u Portugaliji i Španiji
Do 15. veka, ropstvo je postojalo na Iberijskom poluostrvu (Portugalija i Španija) zapadne Evrope kroz zabeleženu istoriju. Rimsko carstvo je uspostavilo svoj sistem ropstva u antičko doba. Istoričar Benjamin Isak sugeriše da je proto-rasizam postojao u drevnim vremenima među grčko-rimskim ljudima. Rasne predrasude su bile zasnovane na dehumanizaciji stranih naroda koje su pokorili ratom. Od pada Zapadnog rimskog carstva, različiti robovlasnički sistemi formirani su u naslednim islamskim i hrišćanskim kraljevstvima poluostrva kroz ranu modernu eru atlantske trgovine robljem. U periodu 1441–1444, portugalski trgovci su prvo zarobljavali Afrikance na atlantskoj obali Afrike (u današnjoj Mauritaniji), odvodeći svoje zarobljenike u ropstvo u Evropu, i uspostavili utvrđenje za trgovinu robljem u zalivu Argvin.
Mapa Španskog carstva (crvena) i Portugalskog carstva (plava) u periodu njihove lične unije (1581–1640)
U srednjem veku, religija, a ne rasa, bila je odlučujući faktor za to ko se smatrao legitimnom metom ropstva. Dok hrišćani nisu porobljavali hrišćane i muslimani nisu porobili muslimane, i jedni i drugi su dozvoljavali porobljavanje ljudi koje su smatrali jereticima ili nedovoljno ispravnim u svojoj veri, što je dozvoljavalo katoličkim hrišćanima da porobe pravoslavne hrišćane, a sunitskim muslimanima da porobe šiite; Slično su i hrišćani i muslimani odobravali porobljavanje pagana, koji su postali poželjna i relativno profitabilna meta trgovine robljem u srednjem veku: Španija i Portugalija su dobijali nekatoličke robove iz istočne Evrope preko balkanske i crnomorske trgovine robljem.
U 15. veku, kada je balkansku trgovinu robljem preuzelo Otomansko carstvo, a crnomorska trgovina robljem je zamenjena krimskom trgovinom robljem i zatvorena za Evropu, Španija i Portugalija su zamenile ovaj izvor roblja uvozom robova prvo sa osvojenih Kanarskih ostrva, a potom iz kopnene Afrike, prvo od arapskih trgovaca robljem preko transsaharske trgovine robljem iz Libije, a zatim direktno sa afričke zapadne obale preko portugalskih ispostava, koja se razvila u atlantsku trgovinu robljem i značajno se proširila nakon osnivanja kolonija u Americi 1492. godine.
U 15. veku, Španija je donela rasno diskriminatorski zakon pod nazivom limpieza de sangre, što se prevodi kao „čistoća krvi“, proto-rasni zakon. To je sprečavalo ljude jevrejskog i muslimanskog porekla da se nasele u Novom svetu. Taj zakon nije garantovao prava jevrejima ili muslimanima koji su prešli na katoličanstvo. Jevreji i muslimani koji su prešli u katoličanstvo nazivani su konversosi i moriskosi. Neki Jevreji i muslimani prešli su na hrišćanstvo u nadi da će im to dati prava prema španskim zakonima. Nakon „otkrića“ novih zemalja preko Atlantika, Španija nije želela da Jevreji i muslimani emigriraju u Ameriku jer je španska kruna brinula da bi muslimani i nehrišćani mogli da uvedu islam i druge religije Indijancima. Zakon je takođe doveo do porobljavanja Jevreja i muslimana, sprečio Jevreje da uđu u zemlju i da se pridruže vojsci, univerzitetima i drugim državnim službama. Iako su jevrejski konversosi i muslimani iskusili versku i rasnu diskriminaciju, neki su takođe učestvovali u trgovini robljem Afrikanaca. U Lisabonu tokom 16. i 17. veka, muslimani koje su finansirali jevrejski konversosi trgovali su Afrikancima preko pustinje Sahare i porobljavali Afrikance pre i tokom atlantske trgovine robljem u Evropi i Africi. U Novoj Španiji, Španci su primenili limpieza de sangre na Afrikance i Indijance i stvorili sistem rasnih kasti, verujući da su nečisti jer nisu hrišćani.
Evropljani su porobljavali muslimane i ljude koji su praktikovali druge religije uz opravdanje da će ih hrišćanizovati. Godine 1452, papa Nikola V izdao je papsku bulu Dum Diversas kojom je kralju Portugalije dato pravo da porobi nehrišćane u večno ropstvo. Klauzula je uključivala muslimane u zapadnoj Africi i legitimisala je trgovinu robljem pod katoličkom crkvom. Papa Nikola je 1454. izdao Romanus Pontifex. „Napisan kao logičan nastavak Dum Diversas, Romanus Pontifex je dozvolio evropskim katoličkim nacijama da prošire svoju vlast nad 'otkrivenom' zemljom. Posedovanje nehrišćanskih zemalja bilo bi opravdano zajedno sa porobljavanjem domaćih, nehrišćanskih 'pagana' u Afrika i 'Novog sveta'.“[ Dum Diversas i Romanus Pontifex su možda imali uticaja na stvaranje doktrina koje podržavaju izgradnju imperije.
Godine 1493, Doktrina otkrića koju je izdao papa Aleksandar VI, korišćena je kao opravdanje od strane Španije da uzme zemlje od nehrišćana zapadno od Azora. Doktrina otkrića navodi da nehrišćanske zemlje treba da zauzmu i da njima vladaju hrišćanske nacije, a starosedeoci (Afrikanci i Indijanci) koji žive na tim zemljama treba da pređu u hrišćanstvo. Godine 1493, papa Aleksandar VI je izdao papsku bulu pod nazivom Inter Caetera koja je Španiji i Portugaliji dala pravo da traže i kolonizuju sve nehrišćanske zemlje u Americi i porobe Indijance i Afrikance. Inter Caetera je takođe rešila spor između Portugala i Španije oko tih zemalja. Deklaracija je uključivala podelu sever-jug 100 liga zapadno od Zelenortskih ostrva i dala španskoj kruni ekskluzivna prava da putuje i trguje zapadno od te linije.
U Portugaliji i Španiji ljudi su bili porobljeni zbog svog verskog identiteta, rasa nije bila razvijen faktor za porobljavanje ljudi; ipak, do 15. veka, Evropljani su koristili i rasu i religiju kao opravdanje za porobljavanje subsaharskih Afrikanaca. U 15. veku na Iberijskom poluostrvu došlo je do povećanja broja porobljenih afričkih ljudi iz Senegala. Kako je broj senegalskih robova rastao, Evropljani su razvili nove terminologije koje su povezivale ropstvo sa bojom kože. Španski grad Sevilja imao je najveću afričku populaciju. „Ugovor iz Alkakuvasa iz 1479. dao je trgovcima pravo da snabdevaju Špance Afrikancima.“
Pored toga, u 15. veku, dominikanski fratar Anije od Viterba pozvao je na prokletstvo Hama, iz biblijske priče o porobljavanju, da bi objasnio razlike između Evropljana i Afrikanaca u svojim spisima. Anije, koji je često pisao o „nadmoći hrišćana nad Saracenima“, tvrdio je da će zbog prokletstva nametnutog Crncima, oni neizbežno ostati trajno potčinjeni Arapima i drugim muslimanima. Napisao je da je činjenica da je toliko Afrikanaca bilo porobljeno čak i od strane jeretičkih muslimana, navodno bio dokaz njihove inferiornosti. Ovim i drugim spisima evropski pisci su uspostavili do sada nečuvenu vezu između prokletog naroda, Afrike i ropstva, čime su postavljeni ideološki temelji za opravdanje transatlantske trgovine robljem. Izraz „rasa” koristili su Englezi početkom 16. veka i odnosio se na porodicu, lozu i rasu. Ideja rase nastavila je da se dalje razvija kroz vekove i korišćena je kao opravdanje za nastavak trgovine robljem i rasne diskriminacije.

### Afričko ropstvo
Ropstvo je bilo rasprostranjeno u mnogim delovima Afrike mnogo vekova pre početka atlantske trgovine robljem. Članak sa PBS-a objašnjava razlike između afričkog ropstva i evropskog ropstva u Americi. „Važno je napraviti razliku između evropskog ropstva i afričkog ropstva. U većini slučajeva, ropski sistemi u Africi su više ličili na ropstvo po ugovoru, jer su robovi zadržali neka prava, a deca rođena od robova uglavnom su rođena slobodna. Robovi su mogli biti oslobođeni ropstva. i pridružiti se porodičnom klanu, nasuprot tome, evropski robovi su bili imovina, kojima su bila oduzeta prava. Ropski ciklus je bio večan; deca robova bi, podrazumevano, takođe bila robovi.”
Milioni porobljenih ljudi iz nekih delova Afrike izvezeni su u države Afrike, Evrope i Azije pre evropske kolonizacije Amerike. Transsaharska trgovina robljem preko Sahare funkcionisala je još od antike, i nastavila da deluje sve do 20. veka; 652. godine, Rašidunski kalifat u Egiptu je nametnuo godišnji danak od 400 robova iz hrišćanskog kraljevstva Makurije Baktskim sporazumom, koji je trebalo da važi vekovima. Snabdevao je Afrikance za ropstvo u Rašidunskom kalifatu (632–661), Omajadskom kalifatu (661–750), Abasidskom kalifatu (750–1258) i Mamelučkom sultanatu.
Atlantska trgovina robljem nije bila jedina trgovina robljem iz Afrike; kao što je Elikija Mbokolo napisala u Le Monde diplomatique:
Afrički kontinent je bio iskrvavljen svojim ljudskim resursima svim mogućim putevima. Preko Sahare, preko Crvenog mora, od luka Indijskog okeana i preko Atlantika. Najmanje deset vekova ropstva u korist muslimanskih zemalja (od devetog do devetnaestog)... Četiri miliona porobljenih ljudi izvezeno preko Crvenog mora, još četiri miliona kroz svahilske luke Indijskog okeana, možda čak devet miliona duž transsaharske karavanske rute, a jedanaest do dvadeset miliona (u zavisnosti od autora) preko Atlantskog okeana.
Robovi su marširani u okovima do obala Sudana, Etiopije i Somalije, postavljeni na daue i transportovani preko Indijskog okeana do Zaliva ili Adena. Drugi su prevezeni preko Crvenog mora u Arabiju i Aden, a bolesni robovi su bacani u more, ili su marširani preko pustinje Sahare duž transsaharske rute za trgovinu robljem do Nila, mnogi od njih su umrli od izloženosti elementima ili su im noge otekle duž puta.
Međutim, procene su neprecizne, što može uticati na poređenje između različitih trgovina robljem. Dve grube procene naučnika o broju afričkih robova koje su držani tokom dvanaest vekova u muslimanskom svetu su 11,5 miliona i 14 miliona, dok druge procene ukazuju na broj između 12 i 15 miliona afričkih robova pre 20. veka.
Prema Džonu K. Torntonu, Evropljani su obično kupovali porobljene ljude koji su bili zarobljeni u endemskom ratu između afričkih država. Neki Afrikanci su poslovali hvatanjem ratnih zarobljenika ili pripadnika susednih etničkih grupa i njihove prodaje. Podsećanje na ovu praksu je dokumentovano u raspravama o trgovini robljem u Engleskoj početkom 19. veka: „Svi stari pisci... slažu se u tvrdnji ne samo da se u ratove ulazi samo radi stvaranja robova, već i da su ih podsticali Evropljani, u pogledu tog cilja.“ Ljudi koji žive oko reke Niger bi bili transportovani sa ovih tržišta na obalu i prodavani u evropskim trgovačkim lukama, u zamenu za muškete i industrijska dobra kao što su tkanine ili alkohol. Evropska potražnja za robovima obezbedila je novo i veće tržište za već postojeću trgovinu. Dok su se oni koji su držani kao robovi u sopstvenom regionu Afrike mogli nadati da će pobeći, oni koji su otpremljeni imali su male šanse da se vrate u svoju domovinu.

### Evropska kolonizacija i ropstvo u zapadnoj centralnoj Africi
Atlantska trgovina robljem Afrikanaca počela je 1441. godine sa dva portugalska istraživača, Nunom Tristaom i Antoniom Gonsalvesom. Tristan i Gonsalves su otplovili u Mauritaniju u zapadnoj Africi, kidnapovali dvanaest Afrikanaca i vratili se u Portugaliju, gde su predstavili zarobljene Afrikance kao poklone princu Henriju Navigatoru. Do 1460. godine, sedam do osam stotina Afrikanaca je odvođeno godišnje i uvoženo u Portugaliju. U Portugaliji su odvedeni Afrikanci korišćeni kao kućne sluge. Od 1460. do 1500. godine, uklanjanje Afrikanaca se povećalo dok su Portugalija i Španija gradili utvrđenja duž obale zapadne Afrike. Do 1500. Portugalija i Španija su uzeli oko 50.000 hiljada Zapadnoafrikanaca. Afrikanci su radili kao kućne sluge, zanatlije i farmeri. Drugi Afrikanci su odvedeni da rade na plantažama šećera na Azorima, Madeiri, Kanarskim ostrvima i Zelenortskim ostrvima. Evropljani su učestvovali u afričkom porobljavanju zbog svoje potrebe za radnom snagom, profitom i verskim motivima.
Nakon što su kroz svoja pomorska istraživanja otkrili nove zemlje, evropski kolonizatori su ubrzo počeli da migriraju i da se naseljavaju u zemlje izvan svog matičnog kontinenta. U blizini obale Afrike, evropski migranti, pod uputstvima Kraljevine Kastilje, izvršili su invaziju i kolonizovali Kanarska ostrva tokom 15. veka, gde su veliki deo zemlje pretvorili u proizvodnju vina i šećera. Uz to, oni su takođe porobili domoroce Kanarskih ostrva, Gvanče, da ih koriste kao robove na ostrvima i širom hrišćanskog Mediterana.
Posle uspeha Portugalije i Španije u trgovini robljem, usledile su i druge evropske nacije. Godine 1530, engleski trgovac iz Plimuta, Vilijam Hokins, posetio je obalu Gvineje i otišao sa nekoliko robova. Godine 1564, Hokinov sin Džon Hokins, otplovio je do obale Gvineje i njegovo putovanje je podržala kraljica Elizabeta I. Džon se kasnije okrenuo piratstvu i ukrao 300 Afrikanaca sa španskog robovskog broda, nakon neuspeha u Gvineji, gde je u pokušaju da porobe Afrikance većina njegovih ljudi izginula u borbi sa lokalnim Afrikancima.
Kao što je primetio istoričar Džon Tornton, „stvarna motivacija za evropsku ekspanziju i za napredak u navigaciji nije bila ništa više od iskorišćavanja mogućnosti za neposrednu zaradu ostvarenu racijama i zaplenom, ili kupovine trgovačke robe“. Koristeći Kanarska ostrva kao pomorsku bazu, Evropljani, u to vreme prvenstveno portugalski trgovci, počeli su da sele svoje aktivnosti niz zapadnu obalu Afrike, vršeći napade u kojima bi robovi bili zarobljeni da bi ih kasnije prodali u Mediteranu. Iako u početku uspešni u ovom poduhvatu, „nije prošlo dugo pre nego što su afričke pomorske snage upozorene na nove opasnosti, a portugalski [upadnički] brodovi su počeli da nailaze na snažan i efikasan otpor“, i posade nekoliko brodova su bile pobijene od strane afričkih mornara, čiji su čamci bili bolje opremljeni za krstarenje duž zapadno-centralne afričke obale i rečnih sistema.
Do 1494. godine, portugalski kralj je sklopio sporazume sa vladarima nekoliko zapadnoafričkih država koji bi dozvolili trgovinu između njihovih naroda, omogućavajući Portugalcima da „iskoriste“ „dobro razvijenu komercijalnu ekonomiju u Africi... bez upuštanja u neprijateljstva”. „Mirna trgovina je postala pravilo duž afričke obale“, iako je bilo retkih izuzetaka kada su činovi agresije doveli do nasilja. Na primer, portugalski trgovci su pokušali da osvoje ostrva Bisagos 1535. godine. Godine 1571, Portugalija je uz podršku Kraljevine Kongo preuzeo kontrolu nad jugozapadnom regijom Angole kako bi osigurala svoj ugroženi ekonomski interes u toj oblasti. Iako se Kongo kasnije pridružio koaliciji 1591. kako bi isterao Portugalce, Portugalija je obezbedila uporište na kontinentu, koje je nastavila da okupira sve do 20. veka. Uprkos ovim incidentima povremenog nasilja između afričkih i evropskih snaga, mnoge afričke države su obezbedile da se svaka trgovina odvija pod njihovim sopstvenim uslovima, na primer, uvodeći carine na strane brodove. Godine 1525, kongoanski kralj Afonso I zaplenio je francuski brod i njegovu posadu zbog ilegalne trgovine na njegovoj obali. Pored toga, Afonso se požalio kralju Portugalije da portugalski trgovci robljem nastavljaju da kidnapuju njegov narod, što je izazvalo depopulaciju u njegovom kraljevstvu. Kraljica Nzinga (Nzinga Mbande) se borila protiv širenja portugalske trgovine robljem na zemlje naroda Mbundu u Centralnoj Africi tokom 1620-ih. Portugalci su upali u zemlje Mbundua da bi proširili svoju misiju trgovine robovima i uspostavili naselja. Nzinga je dozvolila utočište odbeglim robovima u svojoj naciji i organizovala je vojsku pod nazivom kilombo protiv Portugalaca. Nzinga je sklopila saveze sa drugim rivalskim afričkim nacijama i predvodila vojsku protiv portugalskih trgovaca robljem u tridesetogodišnjem ratu.
Istoričari su naširoko raspravljali o prirodi odnosa između ovih afričkih kraljevstava i evropskih trgovaca. Gvajanski istoričar Volter Rodni (1972) tvrdi da je to bio neravnopravan odnos, pri čemu su Afrikanci bili primorani na „kolonijalnu“ trgovinu sa ekonomski razvijenijim Evropljanima, razmenjujući sirovine i ljudske resurse (tj. robove) za proizvedenu robu. On je tvrdio da je upravo ovaj ekonomski trgovinski sporazum koji datira iz 16. veka doveo do toga da Afrika nije bila dovoljno razvijena u njegovo vreme. Ove ideje su podržali i drugi istoričari, uključujući Ralfa Ostina (1987). Ovu ideju o neravnopravnom odnosu osporio je Džon Tornton (1998), koji je tvrdio da „atlantska trgovina robljem nije bila ni približno toliko kritična za afričku ekonomiju kao što su verovali ovi naučnici“ i da je „afrička proizvodnja [u ovom periodu] bila više nego sposobna da se nosi sa konkurencijom iz predindustrijske Evrope“. Međutim, En Bejli, komentarišući Torntonovu sugestiju da su Afrikanci i Evropljani bili ravnopravni partneri u atlantskoj trgovini robljem, napisala je:
Videti Afrikance kao partnere podrazumeva jednake uslove i jednak uticaj na globalne i interkontinentalne procese trgovine. Afrikanci su imali veliki uticaj na sam kontinent, ali nisu imali direktan uticaj na motore koji stoje iza trgovine u kapitalnim firmama, transportnim i osiguravajućim kompanijama Evrope i Amerike, ili plantažnim sistemima u Americi. Nisu vršili nikakav uticaj na proizvodne centre Zapada.

### Afrički pokreti otpora protiv atlantske trgovine robljem
Ponekad trgovina između Evropljana i afričkih lidera nije bila ravnopravna. Na primer, Evropljani su uticali na Afrikance da obezbede više robova tako što su formirali vojne saveze sa zaraćenim afričkim društvima kako bi podstakli više borbi što bi omogućilo više ratnih zarobljenika afričkim vladarima da trguju kao robove za evropsku potrošačku robu. Takođe, Evropljani su menjali lokacije iskrcavanja za trgovinu duž afričke obale da bi pratili vojne sukobe u zapadno-centralnoj Africi. U oblastima Afrike gde ropstvo nije bilo rasprostranjeno, evropski trgovci robljem su radili i pregovarali sa afričkim vladarima o njihovim uslovima trgovine, a afrički vladari su odbijali da ispune evropske zahteve. Afrikanci i Evropljani profitirali su od trgovine robljem; međutim, za afričke populacije, društvene, političke i vojne promene u afričkim društvima su donosile mnogo ispaštanja. Na primer, Mosijska kraljevstva su se odupirala atlantskoj trgovini robljem i odbijala da učestvuju u prodaji afričkog naroda. Međutim, kako je vreme odmicalo, sve je više evropskih trgovaca robljem ulazilo u zapadnu Afriku i imalo veći uticaj u afričkim nacijama, te su se i Mosi uključili u trgovinu robljem tokom 1800-ih.
Iako su postojale afričke nacije koje su učestvovale i profitirale od atlantske trgovine robljem, mnoge afričke nacije su pružale otpor, kao što su Džola i Balanta. Neke afričke nacije su se organizovale u vojne pokrete otpora i borile se protiv afričkih pljačkaša roblja i evropskih trgovaca robljem koji su ulazili u njihova sela. Na primer, ljudi Akan, Eci, Fetu, Egvafo, Agona i Asebu su se organizovali u Fante koaliciju i borili se protiv afričkih i evropskih porobljivača i zaštitili se od zarobljavanja i porobljavanja. Poglavica Tomba je rođen 1700. godine, a njegov usvajački otac je bio general iz naroda koji je govorio jalonskim jezikom i koji se borio protiv trgovine robljem. Tomba je postao vladar naroda Baga u današnjoj Gvineji Bisao u zapadnoj Africi i sklopio saveze sa obližnjim afričkim selima protiv afričkih i evropskih trgovaca robljem. Njegovi napori su bili neuspešni: Tombu su uhvatili afrički trgovci i prodali u ropstvo.
Dahomejski kralj Agadža od 1718. do 1740. godine, protivio se atlantskoj trgovini robljem i odbio je da prodaje afričke ljude. On je napao evropska utvršenja izgrađena duž obale robova u zapadnoj Africi. Dona Beatriz Kimpa Vita u Kongu i senegalski lider Abd al-Kadir, zagovarali su otpor protiv prisilnog izvoza Afrikanaca. Tokom 1770-ih, vođa Abdul Kader Kan suprotstavio se atlantskoj trgovini robljem preko Futa Toroa, današnjeg Senegala. Abdul Kader Kan i nacija Futa Toro pružali su otpor francuskim trgovcima robljem i kolonizatorima koji su želeli da porobe Afrikance i muslimane iz Futa Tora. Drugi oblik otpora atlantskoj trgovini robljem afričkih nacija bila je migracija u različita područja zapadne Afrike, kao što su močvare i jezerska područja kako bi izbjegli napade porobljivača. U zapadnoj Africi, efiški trgovci robljem učestvovali su u trgovini robljem kao vid zaštite od porobljavanja. Afrički pokreti otpora vršeni su u svakoj fazi trgovine robljem u cilju otpora, od marševa otpora do stanica za držanje robova, otpora na robovskoj obali i otpora na robovskim brodovima.
Na primer, na brodu za robove Kler, porobljeni Afrikanci su se pobunili, oterali posadu sa broda, preuzeli kontrolu nad brodom, oslobodili se i pristali blizu zamka Kejp Koast u današnjoj Gani 1729. Na drugim robovskim brodovima porobljeni Afrikanci su potonuli brodove, ubili posadu i zapalili brodove eksplozivom. Trgovci robljem i beli članovi posade su se pripremali, i sprečavali moguće pobune tako što su žene, muškarce i decu odvojeno ukrcavali u robovske brodove, jer su porobljena deca prikupljala labave komade drveta, alate i sve predmete koje su pronašla i davali ih muškarcima da se oslobode i bore protiv posada. Prema istorijskim istraživanjima iz evidencije kapetana robovskih brodova, između 1698. i 1807. godine bilo je 353 činova pobune na robovskim brodovima. Većina pobuna Afrikanaca je poražena. Igbo robovi na brodovima izvršili su samoubistvo skočivši preko palube kao čin otpora porobljavanju. Da bi sprečili dalja samoubistva, beli članovi posade postavili su mreže oko brodova sa robovima kako bi uhvatili porobljene osobe koje su skočile preko palube. Beli kapetani i članovi posade investirali su u vatreno oružje, okretne topove i naredili posadama brodova da posmatraju robove, kako bi sprečili ili se pripremili za moguće pobune robova. Džon Njutn je bio kapetan robovskog broda i zabeležio je u svom ličnom dnevniku kako su se Afrikanci pobunjivali na brodovima, i neki su uspeli da nadvladaju posadu. Na primer, 1730. robovski brod Mali Džordž je otplovio sa obale Gvineje na putu za Rod Ajlend sa tovarom od devedeset šest porobljenih Afrikanaca. Nekoliko robova je izmaklo sa svojih gvozdenih lanaca, ubilo trojicu stražara na palubi i zatvorilo kapetana i ostatak posade. Kapetan i posada sklopili su dogovor sa Afrikancima i obećali im slobodu. Afrikanci su preuzeli kontrolu nad brodom i otplovili nazad na afričku obalu. Kapetan i njegova posada pokušali su da ponovo porobe Afrikance, ali nisu uspeli.

## Literatura
- Austen, Ralph (1987). African Economic History: Internal Development and External Dependency. London: James Currey. ISBN 978-0-85255-009-0.
- Christopher, Emma (2006). Slave Ship Sailors and Their Captive Cargoes, 1730–1807. Cambridge: Cambridge University Press. ISBN 978-0-521-67966-4.
- Rodney, Walter (1972). How Europe Underdeveloped Africa. London: Bogle L'Ouverture. ISBN 978-0-9501546-4-0.
- Thornton, John (1998). Africa and Africans in the Making of the Atlantic World, 1400–1800 (2nd изд.). New York: Cambridge University Press. ISBN 978-0-521-62217-2.
- Handley, Fiona J. L. (2006). „Back to Africa: Issues of hosting 'Roots' tourism in West Africa”. African Re-Genesis: Confronting Social Issues in the Diaspora. London: UCL Press: 20—31.
- Osei-Tutu, Brempong (2006). „Contested Monuments: African-Americans and the commoditization of Ghana's slave castles”. African Re-Genesis: Confronting Social Issues in the Diaspora. London: UCL Press: 9—19.
- Revealing Histories, Remembering Slavery.
- Anstey, Roger (1975). The Atlantic Slave Trade and British Abolition, 1760–1810. London: Macmillan. ISBN 978-0-333-14846-4..
- Araujo, Ana Lucia (2010). Public Memory of Slavery: Victims and Perpetrators in the South Atlantic. Cambria Press. ISBN 978-1604977141.
- Blackburn, Robin (2011). The American Crucible: Slavery, Emancipation and Human Rights. London & New York: Verso. ISBN 978-1-84467-569-2.
- Boruki, David Eltis, and David Wheat, "Atlantic History and the Slave Trade to Spanish America." American Historical Review 120, no. 2 (April 2015).
- Clarke, John Henrik (1992). Christopher Columbus and the Afrikan Holocaust: Slavery and the Rise of European Capitalism. Brooklyn, NY: A & B Books. ISBN 978-1-881316-14-5..
- Curtin, Philip D. (1969). The Atlantic Slave Trade. Madison: University of Wisconsin Press. ISBN 978-0299054007. OCLC 46413.
- Daudin, Guillaume (2004). „Profitability of Slave and Long-Distance Trading in Context: The Case of Eighteenth-Century France”. The Journal of Economic History. 64 (1): 144—171. ISSN 1471-6372. doi:10.1017/S0022050704002633.
- Drescher, Seymour (1999). From Slavery to Freedom: Comparative Studies in the Rise and Fall of Atlantic Slavery. New York: New York University Press. ISBN 9780333737484. OCLC 39897280.
- Eltis, David (2001). „The volume and structure of the transatlantic slave trade: a reassessment”. The William and Mary Quarterly. 58 (1): 17—46. JSTOR 2674417. doi:10.2307/2674417.
- Eltis, David (2000). The Rise of African Slavery in the Americas. New York: Cambridge University Presss.
- Eltis, David and David Richardson, eds (2008). Extending the Frontiers: Essays on the New Transatlantic Slave Trade Database. New Haven: Yale University Press.
- Emmer, Pieter C.: The Dutch in the Atlantic Economy, 1580–1880. Trade, Slavery and Emancipation. Variorum Collected Studies Series CS614. Aldershot [u.a.]: Variorum, 1998.
- Green, Toby (2012). The Rise of the Trans-Atlantic Slave Trade in Western Africa, 1300–1589. New York: Cambridge University Press.
- Guasco, Michael (2014). Slaves and Englishmen: Human Bondage in the Early Modern Atlantic. Philadelphia: University of Pennsylvania Press..
- Hall, Gwendolyn Midlo (2006). Slavery and African Ethnicities in the Americas: Restoring the Links. Chapel Hill, NC: The University of North Carolina Press. ISBN 978-0-8078-2973-8..
- Heywood, Linda and John K. Thornton, Central Africans, Atlantic Creoles, and the Foundation of the Americas, 1585–1660. New York: Cambridge University Press 2007.
- Horne, Gerald (2007). The Deepest South: The United States, Brazil, and the African Slave Trade. New York: New York University Press. ISBN 978-0-8147-3688-3..
- Inikori, Joseph E.; Stanley L. Engerman, ур. (1992). The Atlantic Slave Trade: Effects on Economies, Societies and Peoples in Africa, the Americas, and Europe. Duke University Press. ISBN 9780822382379.
- Klein, Herbert S. (2010). The Atlantic Slave Trade (2nd изд.).
- Lindsay, Lisa A. (2008). Captives as Commodities: The Transatlantic Slave Trade. Prentice Hall. ISBN 978-0-13-194215-8.
- McMillin, James A. (2004). The Final Victims: Foreign Slave Trade to North America, 1783–1810. Univ of South Carolina Press. ISBN 978-1-57003-546-3.. Includes database on CD-ROM.
- Meltzer, Milton (1993). Slavery: A World History. New York: Da Capo Press. ISBN 978-0-306-80536-3..
- Newson, Linda and Susie Minchin, (2007). From Capture to Sale: The Portuguese Slave Trade to Spanish South America in the Early Seventeenth Century.. Leiden: Brill 2007.[недостаје ISBN]
- Northrup, David: The Atlantic Slave Trade (3rd ed., 2010)[недостаје ISBN]
- Rawley, James A.; Stephen D. Behrendt (2005). The Transatlantic Slave Trade: A History. University of Nebraska Press.
- Rediker, Marcus (2007). The Slave Ship: A Human History. New York: Viking Press. ISBN 978-0-670-01823-9. Архивирано из оригинала 31. 3. 2012. г.
- Rodney, Walter (1981). How Europe Underdeveloped Africa. ISBN 978-0-88258-096-8.. Washington, DC: Howard University Press; Revised ed.
- Rodriguez, Junius P., ур. (2007). Encyclopedia of Emancipation and Abolition in the Transatlantic World. Armonk, NY: M. E. Sharpe. ISBN 978-0-7656-1257-1..
- Schultz, Kara. "The Kingdom of Angola is not very far from here: The South Atlantic Slave Port of Buenos Aires, 1585–1640." Slavery & Abolition 36, no. 3 (2015).
- Solow, Barbara, ур. (1991). Slavery and the Rise of the Atlantic System. Cambridge: Cambridge University Press. ISBN 978-0-521-40090-9..
- Thomas, Hugh (1997). The Slave Trade: The History of the Atlantic Slave Trade 1440–1870. London: Picador. ISBN 978-0-330-35437-0.
- Williams, Eric (1994) [1944]. Capitalism & Slavery. Chapel Hill: University of North Carolina Press. ISBN 978-0-8078-2175-6.
- Wheat, David (2016). Atlantic Africa and the Spanish Caribbean, 1570–1640. Chapel Hill: University of North Carolina Press.
- Wheat, David. "The First Great Waves: African Provenance Zones for the Transatlantic Slave Trade to Cartagena de Indias." Journal of African History 52, no. 1 (March 2011).

## Spoljašnje veze
- „British documents on slave holding and the slave trade, 1788–1793”. Архивирано из оригинала 12. 06. 2010. г.